# Jazyky sveta
Jazyky sveta – słowacka encyklopedia poświęcona językom świata, wydana w 1983 roku przez wydawnictwo Obzor. Pierwotnie ukazała się w ramach cyklu wydawniczego „Malá moderná encyklopédia”. Encyklopedię opracowało trzech słowackich językoznawców: Viktor Krupa, Jozef Genzor i Ladislav Drozdík.
Encyklopedia zawiera notę wprowadzającą, rozważania na temat języków i ich klasyfikacji. Właściwa treść prezentuje podział języków świata na rodziny językowe. Encyklopedia podaje także spis terminów lingwistycznych oraz informacje statystyczne dotyczące krajów i języków świata.
Z czasem przygotowano drugie wydanie książki (Jazyky sveta v priestore a čase, 1996, autorzy: Jozef Genzor, Viktor Krupa). W 2015 roku ukazało się odświeżone wydanie encyklopedii (Jazyky sveta, autor: Jozef Genzor, wydawca: Lingea) , dostępne również w języku czeskim. Jedna z najważniejszych publikacji Jozefa Genzora, specjalisty od języków filipińskiego (tagalskiego) i koreańskiego.